# Roderick Murchison
Sir Roderick Impey Murchison, 1st Baronet (19 de febrer de 1792 - 22 d'octubre de 1871), va ser un geòleg escocès que, entre altres coses, va donar el nom al període del Permià. Va ser el primer a investigar el sistema silurià.

## Biografia

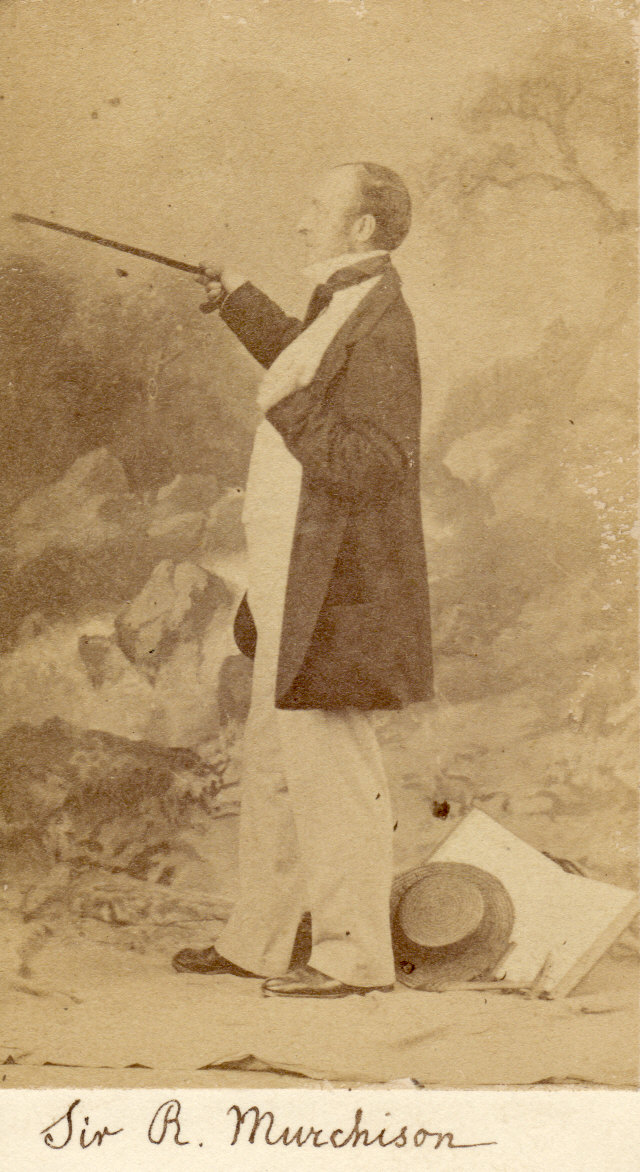
Sir Roderick Impey Murchison posant amb un bastó, sense data

Murchison nasqué a Tarradale House, Muir of Ord, Ross-shire, assistí a la Durham School, i al col·legi militar a Great Marlow. El 1808 va particir junt amb Arthur Wellesley, (Duc de Wellington) a les guerres contra Napoleó a Galicia en les batalles de Roliça i de Vimeiro.
Havent deixat ja l'exèrcit s'assentà a Barnard Castle d'Anglaterra i el 1818 es va trobar amb Sir Humphry Davy qui el va aconsellar que es dediqués a la ciència. Murchison s'interessà per la geologia i va ser membre actiu de la Societat Geològica de Londres, entre els seus companys estaven Adam Sedgwick, William Conybeare, William Buckland, William Fitton, Charles Lyell i Charles Darwin.
Murchison morí a Londres.

## Llegat
El crater Murchison de la Lluna i com a mínim 15 localitzacions de la Terra tenen el seu nom.

## Obres
- Geology of Cheltenham (1834)
- The Silurian System (1839)
- On the Geological Structure of the Northern and Central Regions of Russia in Europe (1841)
- Geology of Russia in Europe and the Ural Mountains (1845)